# Edoardo Berta
Edoardo Berta (* 29. März 1867 in Giubiasco; † 23. Juli 1931 in Lugano; heimatberechtigt in Giubiasco) war ein Schweizer Maler, Lehrer, Archäologe und Denkmalpfleger.

## Leben und Werk
Edoardo Berta war der Sohn des Giovanni Battista Berta und der Francesca, geborene Regli. Von 1881 bis 1889 studierte er an der Accademia di Belle Arti di Brera, wo er Schüler von Giuseppe Bertini war und sich mit Giuseppe Pellizza da Volpedo befreundete. Anschliessend studierte er von 1889 bis 1890 an der Accademia Carrara bei Cesare Tallone.
Ab 1888 stellte Berta regelmässig seine Werke in Italien und in der Schweiz aus. Er nahm 1901 und 1909 an der internationalen Kunstausstellung im Glaspalast München sowie 1920 und 1926 an der Biennale di Venezia teil. Zudem stellte er in verschiedenen Kunsthäusern der Schweiz aus.
Berta kehrte 1893 ins Tessin zurück. Mit Giuseppe Mentessi strukturierte er die «Tessiner Zeichenschulen» neu und unterrichtete dort als Lehrer.
Bertas frühes Vorbild war Cesare Tallone. Die Ablösung von der traditionellen akademischen Malerei richtete seine Forschung auf den Divisionismus in Analogie zu Pellizza da Volpedo, Giovanni Segantini, Emilio Longoni und Vittore Grubicy de Dragon. Im Tessin galt Berta zwischen 1895 und 1905 als der prominenteste Vertreter des Divisionismus.
Ab 1903 arbeitete Berta mit Francesco Chiesa und Emilio Motta zusammen. Auch pflegte er einen freundschaftlichen Kontakt zu Cuno Amiet und Augusto Giacometti.
Berta arbeitete eng mit den Tessiner Restauratoren und Archäologen zusammen. So wurde er 1909 als Mitglied in die erste kantonale Kommission zur Erhaltung historischer und künstlerischer Denkmäler berufen. Als Archäologe und Restaurator koordinierte er verschiedene Projekte im Kanton Tessin. Zudem war er 1912–1915, 1920–1923 und 1928–1930 Mitglied der Eidgenössischen Kunstkommission sowie von 1915 bis 1918 Mitglied der Schweizerischen Gesellschaft für historische Denkmäler. Von 1925 bis 1927 arbeitete er zusammen mit Bruno Nizzola an der Restaurierung des Castello Visconteo in Locarno.
Edoardo Berta war für das Tessiner Kulturleben von zentraler Bedeutung und gilt als einer der bedeutendsten Tessiner Maler zwischen dem 19. und dem 20. Jahrhundert. Als sein Hauptwerk gilt das 1901 geschaffene Bild Funerale bianco («Weisses Begräbnis», 102 × 231 cm, Kommunale Gemäldegalerie Lugano), das heute noch als Posterdruck hergestellt wird.